# Rikke Zachariassen
Rikke Riber Zachariassen (født 1. juli 1984 i Haderslev) er en tidligere dansk håndboldspiller, der spillede for Team Esbjerg fra 2005 til hendes karrierestop 2018. Hun har tidligere spillet for GOG og KIF Vejen.

## Meritter
- Danske mestre:
  - Guld: 2016
  - Sølv: 2015
- DHF's Landspokalturnering:
  - Guld: 2017
  - Sølv: 2011
- EHF Cup:
  - Finalist: 2014